# Mistrovství Evropy v judu 2016 – muži – střední váha (-90 kg)
Zápasy v judu na mistrovství Evropy v kategorii středních vah mužů proběhly v Kazani, 23. dubna 2016.

## Finále
| finále              |                     |
| ------------------- | ------------------- |
| Varlam Liparteliani | Varlam Liparteliani |
| Krisztián Tóth      | Varlam Liparteliani |

## Opravy / O bronz
Poražení čtvrtfinalisté se utkávají mezi sebou v opravách. Vítězové oprav následně vyzvou poražené semifinalisty v boji o bronzovou medaili.
| opravy            | o bronz           |               |
| ----------------- | ----------------- | ------------- |
| Quedjau Nhabali   | Marcus Nyman      | Marcus Nyman  |
| Marcus Nyman      | Marcus Nyman      | Marcus Nyman  |
|                   | Alexandre Iddir   | Marcus Nyman  |
| Karolis Bauža     | Aleksandar Kukolj | Piotr Kuczera |
| Aleksandar Kukolj | Aleksandar Kukolj | Piotr Kuczera |
|                   | Piotr Kuczera     | Piotr Kuczera |

## Pavouk
|   | 1/64                  | 1/32                | 1/16                | čtvrtfinále         | semifinále          | finále              |
| - | --------------------- | ------------------- | ------------------- | ------------------- | ------------------- | ------------------- |
| A | volný los             | Varlam Liparteliani | Varlam Liparteliani | Varlam Liparteliani | Varlam Liparteliani | Varlam Liparteliani |
| A | volný los             | Varlam Liparteliani | Varlam Liparteliani | Varlam Liparteliani | Varlam Liparteliani | Varlam Liparteliani |
| A | Andy Burns            | Milan Randl         | Varlam Liparteliani | Varlam Liparteliani | Varlam Liparteliani | Varlam Liparteliani |
| A | Milan Randl           | Milan Randl         | Varlam Liparteliani | Varlam Liparteliani | Varlam Liparteliani | Varlam Liparteliani |
| A | volný los             | Mihael Žgank        | Mihael Žgank        | Varlam Liparteliani | Varlam Liparteliani | Varlam Liparteliani |
| A | volný los             | Mihael Žgank        | Mihael Žgank        | Varlam Liparteliani | Varlam Liparteliani | Varlam Liparteliani |
| A | volný los             | Aigars Milenbergs   | Mihael Žgank        | Varlam Liparteliani | Varlam Liparteliani | Varlam Liparteliani |
| A | volný los             | Aigars Milenbergs   | Mihael Žgank        | Varlam Liparteliani | Varlam Liparteliani | Varlam Liparteliani |
| A | volný los             | Ciril Grossklaus    | Ciril Grossklaus    | Quedjau Nhabali     | Varlam Liparteliani | Varlam Liparteliani |
| A | volný los             | Ciril Grossklaus    | Ciril Grossklaus    | Quedjau Nhabali     | Varlam Liparteliani | Varlam Liparteliani |
| A | volný los             | Gábor Vér           | Ciril Grossklaus    | Quedjau Nhabali     | Varlam Liparteliani | Varlam Liparteliani |
| A | volný los             | Gábor Vér           | Ciril Grossklaus    | Quedjau Nhabali     | Varlam Liparteliani | Varlam Liparteliani |
| A | volný los             | Mammadali Mehdijev  | Quedjau Nhabali     | Quedjau Nhabali     | Varlam Liparteliani | Varlam Liparteliani |
| A | volný los             | Mammadali Mehdijev  | Quedjau Nhabali     | Quedjau Nhabali     | Varlam Liparteliani | Varlam Liparteliani |
| A | volný los             | Quedjau Nhabali     | Quedjau Nhabali     | Quedjau Nhabali     | Varlam Liparteliani | Varlam Liparteliani |
| A | volný los             | Quedjau Nhabali     | Quedjau Nhabali     | Quedjau Nhabali     | Varlam Liparteliani | Varlam Liparteliani |
| B | volný los             | Ilias Iliadis       | Ilias Iliadis       | Piotr Kuczera       | Piotr Kuczera       | Varlam Liparteliani |
| B | volný los             | Ilias Iliadis       | Ilias Iliadis       | Piotr Kuczera       | Piotr Kuczera       | Varlam Liparteliani |
| B | volný los             | Marko Bubaňa        | Ilias Iliadis       | Piotr Kuczera       | Piotr Kuczera       | Varlam Liparteliani |
| B | volný los             | Marko Bubaňa        | Ilias Iliadis       | Piotr Kuczera       | Piotr Kuczera       | Varlam Liparteliani |
| B | volný los             | Piotr Kuczera       | Piotr Kuczera       | Piotr Kuczera       | Piotr Kuczera       | Varlam Liparteliani |
| B | volný los             | Piotr Kuczera       | Piotr Kuczera       | Piotr Kuczera       | Piotr Kuczera       | Varlam Liparteliani |
| B | volný los             | Axel Clerget        | Piotr Kuczera       | Piotr Kuczera       | Piotr Kuczera       | Varlam Liparteliani |
| B | volný los             | Axel Clerget        | Piotr Kuczera       | Piotr Kuczera       | Piotr Kuczera       | Varlam Liparteliani |
| B | volný los             | Marcus Nyman        | Marcus Nyman        | Marcus Nyman        | Piotr Kuczera       | Varlam Liparteliani |
| B | volný los             | Marcus Nyman        | Marcus Nyman        | Marcus Nyman        | Piotr Kuczera       | Varlam Liparteliani |
| B | volný los             | David Ruíz          | Marcus Nyman        | Marcus Nyman        | Piotr Kuczera       | Varlam Liparteliani |
| B | volný los             | David Ruíz          | Marcus Nyman        | Marcus Nyman        | Piotr Kuczera       | Varlam Liparteliani |
| B | volný los             | Dmitrij Gerasimenko | Dmitrij Gerasimenko | Marcus Nyman        | Piotr Kuczera       | Varlam Liparteliani |
| B | volný los             | Dmitrij Gerasimenko | Dmitrij Gerasimenko | Marcus Nyman        | Piotr Kuczera       | Varlam Liparteliani |
| B | volný los             | Aaron Hildebrand    | Dmitrij Gerasimenko | Marcus Nyman        | Piotr Kuczera       | Varlam Liparteliani |
| B | volný los             | Aaron Hildebrand    | Dmitrij Gerasimenko | Marcus Nyman        | Piotr Kuczera       | Varlam Liparteliani |
| C | volný los             | Krisztián Tóth      | Krisztián Tóth      | Krisztián Tóth      | Krisztián Tóth      | Krisztián Tóth      |
| C | volný los             | Krisztián Tóth      | Krisztián Tóth      | Krisztián Tóth      | Krisztián Tóth      | Krisztián Tóth      |
| C | Samuli Viitanen       | Samuli Viitanen     | Krisztián Tóth      | Krisztián Tóth      | Krisztián Tóth      | Krisztián Tóth      |
| C | Nikoloz Šerazadišvili | Samuli Viitanen     | Krisztián Tóth      | Krisztián Tóth      | Krisztián Tóth      | Krisztián Tóth      |
| C | volný los             | Tiago Rodrigues     | Patryk Ciechomski   | Krisztián Tóth      | Krisztián Tóth      | Krisztián Tóth      |
| C | volný los             | Tiago Rodrigues     | Patryk Ciechomski   | Krisztián Tóth      | Krisztián Tóth      | Krisztián Tóth      |
| C | volný los             | Patryk Ciechomski   | Patryk Ciechomski   | Krisztián Tóth      | Krisztián Tóth      | Krisztián Tóth      |
| C | volný los             | Patryk Ciechomski   | Patryk Ciechomski   | Krisztián Tóth      | Krisztián Tóth      | Krisztián Tóth      |
| C | volný los             | Joakim Dvarby       | Karolis Bauža       | Karolis Bauža       | Krisztián Tóth      | Krisztián Tóth      |
| C | volný los             | Joakim Dvarby       | Karolis Bauža       | Karolis Bauža       | Krisztián Tóth      | Krisztián Tóth      |
| C | volný los             | Karolis Bauža       | Karolis Bauža       | Karolis Bauža       | Krisztián Tóth      | Krisztián Tóth      |
| C | volný los             | Karolis Bauža       | Karolis Bauža       | Karolis Bauža       | Krisztián Tóth      | Krisztián Tóth      |
| C | volný los             | Peter Žilka         | Frazer Chamberlain  | Karolis Bauža       | Krisztián Tóth      | Krisztián Tóth      |
| C | volný los             | Peter Žilka         | Frazer Chamberlain  | Karolis Bauža       | Krisztián Tóth      | Krisztián Tóth      |
| C | volný los             | Frazer Chamberlain  | Frazer Chamberlain  | Karolis Bauža       | Krisztián Tóth      | Krisztián Tóth      |
| C | volný los             | Frazer Chamberlain  | Frazer Chamberlain  | Karolis Bauža       | Krisztián Tóth      | Krisztián Tóth      |
| D | volný los             | Alexandre Iddir     | Alexandre Iddir     | Alexandre Iddir     | Alexandre Iddir     | Krisztián Tóth      |
| D | volný los             | Alexandre Iddir     | Alexandre Iddir     | Alexandre Iddir     | Alexandre Iddir     | Krisztián Tóth      |
| D | Marc Odenthal         | Li Kochman          | Alexandre Iddir     | Alexandre Iddir     | Alexandre Iddir     | Krisztián Tóth      |
| D | Li Kochman            | Li Kochman          | Alexandre Iddir     | Alexandre Iddir     | Alexandre Iddir     | Krisztián Tóth      |
| D | volný los             | Igor Žukov          | Magomed Magomedov   | Alexandre Iddir     | Alexandre Iddir     | Krisztián Tóth      |
| D | volný los             | Igor Žukov          | Magomed Magomedov   | Alexandre Iddir     | Alexandre Iddir     | Krisztián Tóth      |
| D | volný los             | Magomed Magomedov   | Magomed Magomedov   | Alexandre Iddir     | Alexandre Iddir     | Krisztián Tóth      |
| D | volný los             | Magomed Magomedov   | Magomed Magomedov   | Alexandre Iddir     | Alexandre Iddir     | Krisztián Tóth      |
| D | volný los             | Aleksandar Kukolj   | Aleksandar Kukolj   | Aleksandar Kukolj   | Alexandre Iddir     | Krisztián Tóth      |
| D | volný los             | Aleksandar Kukolj   | Aleksandar Kukolj   | Aleksandar Kukolj   | Alexandre Iddir     | Krisztián Tóth      |
| D | volný los             | David Klammert      | Aleksandar Kukolj   | Aleksandar Kukolj   | Alexandre Iddir     | Krisztián Tóth      |
| D | volný los             | David Klammert      | Aleksandar Kukolj   | Aleksandar Kukolj   | Alexandre Iddir     | Krisztián Tóth      |
| D | volný los             | Vadym Syňavský      | Alexandr Marmeljuk  | Aleksandar Kukolj   | Alexandre Iddir     | Krisztián Tóth      |
| D | volný los             | Vadym Syňavský      | Alexandr Marmeljuk  | Aleksandar Kukolj   | Alexandre Iddir     | Krisztián Tóth      |
| D | volný los             | Alexandr Marmeljuk  | Alexandr Marmeljuk  | Aleksandar Kukolj   | Alexandre Iddir     | Krisztián Tóth      |
| D | volný los             | Alexandr Marmeljuk  | Alexandr Marmeljuk  | Aleksandar Kukolj   | Alexandre Iddir     | Krisztián Tóth      |